# Johannes Block
Johannes Block (ur. 17 listopada 1894 Büschdorf, zm. 26 stycznia 1945 koło Kielc) – niemiecki generał, uczestnik agresji na Polskę, Francję i ZSRR.

## Życiorys
Urodził się we wsi Büschdorf. Po wybuchu I wojny światowej wstąpił na ochotnika do armii, do 75 pułku artylerii polowej. Następnie służył w kolumnie amunicyjnej i w 36 pułku fizylierów brał udział w walkach, w czasie których został ranny. Po wyleczeniu trafił do batalionu zapasowego 36 pułku fizylierów, a potem jako kandydat na oficera do batalionu zapasowego 146 pułku piechoty, skąd został skierowany do szkoły oficerskiej, którą ukończył w listopadzie 1915 roku. Następnie pełni służbę w 146 pułku piechoty, a następnie w 208 rezerwowym pułku piechoty. Jest tam dowódcą oddziału szturmowego. W lipcu 1917 roku ponownie ranny, znalazł się w szpitalu, skąd wrócił do 146 pułku piechoty, jako dowódca oddziału moździerzy w I batalionie tego pułku. W styczniu 1918 roku został skierowany do armii tureckiej, gdzie do lipca 1918 roku jest szefem i instruktorem kursu dla oddziałów tureckich. Odwołany z powodu choroby, po wyleczeniu ponownie wrócił do 146 pułku piechoty, gdzie był dowódcą kompanii, a następnie w 40 pułku piechoty gdzie był początkowo dowódcą kampanii, a następnie adiutantem pułku.
Po zakończeniu wojny służy początkowo jako dowódca kompanii w 120 pułku piechoty, a także przez krótki czas był członkiem Freikorpsu, a następnie został oficerem operacyjnym w sztabie 3 pułku piechoty oraz pełni to samo stanowisko w 2 pułku piechoty. W tym czasie ukończył kurs w szkole piechoty w Monachium i uczestniczył puczu monachijskiego w dniu 9 listopada 1923 roku i z tego powodu w dniu 31 maja 1924 roku został zwolniony ze służby zawodowej i przeniesiony do rezerwy.
Po dojściu do władzy Adolfa Hitlera wstępuje ponownie do wojska do 4 pułku piechoty, a później jest dowódcą kompanii w pułku piechoty Kolberg i ponownie w 4 pułku piechoty. W dniu 1 lutego 1937 roku został dowódcą I batalionu 4 pułku piechoty.
We wrześniu 1939 roku brał udział w agresji na Polskę nadal jako dowódcą batalionu. W dniu 14 marca 1940 roku został dowódcą 202 pułku piechoty i jako jego dowódca uczestniczy w 1940 roku agresji na Francję oraz ataku na ZSRR. W okresie od 1 września 1942 do 24 grudnia 1943 roku jest dowódcą 294 Dywizji Piechoty, która prowadziła walki na terenie Ukrainy nad rzeką Mius i miasta Stalino.
Po odwołaniu z funkcji dowódcy dywizji pozostawał w okresie od grudnia 1943 do kwietnia 1944 roku w dyspozycji OKH, w tym okresie ukończył kurs dowódców korpusów w Döberitz-Elsgrund.
W kwietniu 1944 roku skierowany do dyspozycji dowódcy Grupy Armii „Północna Ukraina”, a w dniu 25 kwietnia 1944 roku został dowódcą XIII Korpusu Armijnego, a następnie w dniu 5 czerwca 1944 roku dowódcą LVI Korpusu Pancernego. Jako dowódca tych korpusów brał udział w walkach na terenie zachodniej Ukrainy i Polski.
W styczniu 1945 roku dowodzony przez niego korpus walczył w rejonie przyczółka na Wiśle pomiędzy Dęblinem i Puławami. Po rozpoczęciu ofensywy styczniowej został rozbity przez Armię Czerwoną, a Johannes Block poległ w czasie wycofywania się resztek korpusu w stronę Kielc.

## Awanse
- kandydat na oficera (Fähnrich) (9 grudnia 1915)
- podporucznik (Leutnant) (11 maja 1916)
- porucznik (Oberleutnant) (1 czerwca 1934)
- kapitan (Hauptmann) (1 czerwca 1934)
- major (Major) (1 marca 1936)
- podpułkownik (Oberstleutnant) (1 sierpnia 1938)
- pułkownik (Oberst) (1 sierpnia 1941)
- generał major (Generalmajor) (1 września 1942)
- generał lejtnant (Generalleutnant) (21 stycznia 1943)
- generał piechoty (General der Infanterie) (20 sierpnia 1944)

## Odznaczenia
- Krzyż Rycerski z liśćmi dębu (22 listopada 1943)
- Krzyż Rycerski (22 grudnia 1941)
- Krzyż Żelazny kl. I (22 sierpnia 1918)
- Krzyż Żelazny kl. II (5 lipca 1916)
- Okucia do Krzyża Żelaznego kl. I (10 września 1939)[b]
- Okucia do Krzyża Żelaznego kl. II (8 września 1939)
- Krzyż Honorowy Weterana I wojny światowej (30 grudnia 1934)
- Order Krwi
- Medal za Kampanię Zimową na Wschodzie 1941/1942 (15 stycznia 1943)